# 로스살리아스시

로스살리아스 시의 위치

로스살리아스시(스페인어: Los Salias)는 베네수엘라 미란다 주의 지방 자치체로 행정 중심지는 산안토니오데로스알토스이며 면적은 51km2, 인구는 432,836명(2007년 기준)이다.